# Eusebio Antoñanzas
Eusebio Antoñanzas (Calahorra, 1770-Willemstad, septiembre de 1813) fue un militar español y uno de los jefes realistas más activos durante la Guerra de Independencia de Venezuela. Sirvió primero a las órdenes de Domingo Monteverde y después a José Tomás Boves, a quien reclutó en la ciudad de Calabozo después de haber sido encarcelado por el caudillo Diego Jalón. 
Antoñanzas era natural de Calahorra (Castilla la Vieja), La Rioja (España) donde nació en 1770, llega al Virreinato de Nueva Granada a finales de la década de 1790, estableciendo un comercio de mercería que le daría una pequeña fortuna. El 28 de marzo de 1810, en la ciudad de Caracas, casa con María Guadalupe Oliva, hija de José Oliva y María Antonia del Pozo.
El 19 de abril de 1810 era capitán en el batallón Veterano que guarnecía la ciudad de Caracas; ese día, al saber que el gobernador y capitán general Vicente Emparan había sido derrocado, quiso acudir con las armas en su defensa y pidió a las autoridades eclesiásticas que las campanas de los templos tocasen la alarma, pero una orden del canónigo chileno José Cortés de Madariaga, acatada por los sacerdotes, lo impidió. Posteriormente logró incorporarse en Coro a las fuerzas realistas del brigadier José Ceballos, quien a mediados de 1811 lo envió en ayuda de los sublevados en Valencia a favor de Fernando VII, pero no pudo llegar hasta esa ciudad. Cuando el realista Domingo Monteverde emprendió la ofensiva contra las fuerzas del general Francisco de Miranda en abril de 1812, Antoñanzas, como segundo, realizó operaciones desde San Carlos sobre Calabozo. Era ya, entonces, teniente coronel. Hacia el 21 de mayo, luego de 4 horas de combate, se apoderó de Calabozo. Allí puso en libertad a José Tomás Boves, a quien los republicanos habían hecho preso por desafecto. A partir de ese momento Boves militó abiertamente en las filas realistas. El 23 de mayo de 1812 Antoñanzas entró en San Juan de los Morros, que a pesar de no haber ofrecido resistencia recibió el mismo tratamiento que Calabozo. Luego se unió en Maracay al grueso del ejército realista y a las órdenes de Monteverde participó en los combates de La Victoria y El Pantanero, donde fueron rechazados por Miranda a fines de junio de 1812. Después de la caída de la Primera República, fue nombrado por Monteverde a fines de 1812, para tomar el mando militar de la provincia de Cumaná en sustitución del coronel Emeterio Ureña. Allí la represión estuvo más bien en manos de oficiales subalternos que dependían directamente de Monteverde, como Francisco Javier Cervériz y Antonio Zuazola. Antoñanzas adoptó una actitud más moderada y en informes enviados al Gobierno español en mayo de 1813 cuestionó la política de Monteverde de la cual, decía, iba a resultar «...un total aborrecimiento del nombre español...» en Venezuela.
A comienzos de 1813, Antoñanzas fue nombrado gobernador de la provincia de Cumaná, hasta que dicha ciudad es atacada por las tropas del general patriota Santiago Mariño a inicios de agosto. En la refriega, producto del sitio al que había sido sometido el castillo San Antonio de la Eminencia, es herido gravemente de un balazo; asistido por sus partidarios, después de evacuar la ciudad, fallece en Willemstad, Curazao, al poco de haber llegado, a comienzos de septiembre del mismo año.